# Макаренков, Сергей Михайлович
Сергей Михайлович Макаренков (род. 1960, Москва) — профессиональный издатель, генеральный директор группы компаний «РИПОЛ классик», заслуженный работник культуры, член Правления Российского книжного союза.

## Биография
В 1983 году с отличием окончил Московский полиграфический институт по специальности «Книговед-организатор книжной торговли». В том же году начал работать букинистом в «Москниге». Один из основателей системы книгообмена в стране.
Автор двух сборников стихотворений. 
В 1986 г. награждён знаком «Лучший молодой специалист Госкомиздата СССР».
В 1987 г открывает антикварно-букинистический магазин. 
В 1989 г совместно с партнерами зарегистрировал одно из первых издательств в стране «РИПОЛ». 
В 1996 г оно было преобразовано в издательство «РИПОЛ классик». Под его руководством издательство стало одним из лидеров книжного рынка страны. 
Автор и сооснователь проекта Всероссийская школьная летопись. 
В 2010 г. ему присвоено звание «Заслуженный работник культуры Российской Федерации».
В настоящее время Генеральный директор ГК «РИПОЛ классик», член Совета директоров холдинга «Т8 Издательские технологии», член Правления РКС.

## Награды и премии
- лауреат премии «Человек книги» в номинации «Руководитель издательства».
- лучший российский издатель года по версии еженедельника «Книжное обозрение».
- за многолетний и добросовестный труд и большой вклад в развитие издательского дела удостоен благодарности министра культуры и массовых коммуникаций РФ.
- награждён Орденом Г. Р. Державина «За вклад в русскую литературу».
- золотой медалью имени Ч. Айтматова «За вклад в книгоиздание Российской Федерации».
- почетной грамотой «За большой вклад в развитие книгоиздания».
- отмечен Золотым знаком Российского книжного союза за развитие отечественного книгоиздания.
- лауреат премии Министерства по делам печати, телерадиовещания и средств массовых коммуникаций РФ в номинации «Искусство книги».